# Hipérbola unitaria

La hipérbola unitaria es azul, su conjugada es verde y las asíntotas son rojas

En geometría, la hipérbola unitaria es el conjunto de puntos (x, y) en coordenadas cartesianas que satisfacen la función implícita {\displaystyle x^{2}-y^{2}=1.} En el estudio de los grupos ortogonales indefinidos, la hipérbola unitaria sirve de base para establecer una longitud radial alternativa
{\displaystyle r={\sqrt {x^{2}-y^{2}}}.}
Mientras que la circunferencia goniométrica rodea su centro, la hipérbola unitaria requiere de su hipérbola conjugada {\displaystyle y^{2}-x^{2}=1} para complementarla en el plano. Este par de hipérbolas comparten las asíntotas y = x e y = −x. Cuando se utiliza el conjugado de la hipérbola unitaria, la longitud radial alternativa es
{\displaystyle r={\sqrt {y^{2}-x^{2}}}.}
La hipérbola unitaria es un caso especial de hipérbola, con una orientación, localización y escala en particular. Como tal, su excentricidad es igual a {\displaystyle {\sqrt {2}}.}
En geometría analítica, encuentra aplicación en aquellas relaciones en las que el círculo debe reemplazarse por una hipérbola. Un ejemplo destacado es la representación de espacio-tiempo como espacio pseudo-euclídeo. Allí, las asíntotas de la hipérbola unitaria se interpretan como un cono de luz. Además, el estudio de las áreas de sectores hiperbólicos llevado a cabo por Grégoire de Saint-Vincent permitió la formalización de la función logarítmica y la parametrización moderna de la hipérbola por áreas de sector. Cuando se entienden las nociones de hiperbolas conjugadas y ángulos hiperbólicos, los números complejos clásicos, que se construyen alrededor del círculo unitario, pueden reemplazarse por números construidos alrededor de la hipérbola unitaria.

## Asíntotas
En general, se dice que las líneas asintóticas a una curva convergen hacia la curva. En geometría algebraica y en la teoría de curvas algebraicas se toma un enfoque diferente de las asíntotas. En primer lugar, la curva se interpreta en el plano proyectivo utilizando coordenadas homogéneas. En consecuencia, las asíntotas son líneas que son tangentes a la curva proyectiva en un punto del infinito, evitando así cualquier necesidad de los conceptos de distancia y convergencia. En un sistema de referencia común, (x, y, z) son coordenadas homogéneas con la recta del infinito determinada por la ecuación z=0. Por ejemplo, C. G. Gibson escribió:
Para la hipérbola rectángula estándar {\displaystyle f=x^{2}-y^{2}-1} en ℝ2, la curva proyectiva correspondiente es {\displaystyle F=x^{2}-y^{2}-z^{2},} que cumple con z = 0 en los puntos P = (1: 1: 0) y Q = (1 : −1: 0). Tanto P como Q son simple en F, con tangentes x+y=0, x−y=0; así, se recuperan las familiares asíntotas de la geometría elemental.

## Diagrama de Minkowski
El diagrama de Minkowski se dibuja en un plano de espacio-tiempo, donde el aspecto espacial se ha restringido a una sola dimensión. Las unidades de distancia y tiempo en tal plano suelen ser:
- Unidades de 30 centímetros de longitud y nanosegundos, o
- Unidades astronómicas e intervalos de 8 minutos y 20 segundos, o
- Años luz y años.

Cada una de estas escalas de coordenadas da como resultado conexiones fotónicas de eventos en rectas diagonales de pendiente más uno (+1) o menos uno (-1).
Cinco elementos constituyen el diagrama utilizado por Hermann Minkowski  para describir las transformaciones de la relatividad: la hipérbola unitaria, su hipérbola conjugada, los ejes de la hipérbola, un diámetro de la hipérbola unitaria y el diámetro conjugado.
El plano con los ejes se refiere a un sistema de referencia en reposo. El diámetro de la hipérbola unitaria representa un marco de referencia en movimiento con rapidez a, donde tanh a = y/x; y además (x, y) es el punto final del diámetro en la hipérbola unitaria. El diámetro conjugado representa el "hiperplano espacial de la simultaneidad" correspondiente a la rapidez a.
En este contexto, la hipérbola unitaria es una hipérbola de calibración. Comúnmente, en el estudio de relatividad, la hipérbola con eje vertical se toma como primaria:
La flecha del tiempo va desde la parte inferior a la parte superior de la figura, una convención adoptada por Richard Feynman en sus famosos diagramas. El espacio está representado por planos perpendiculares al eje del tiempo. El aquí y el ahora es una singularidad en el medio.
La convención del eje de tiempo vertical proviene de Minkowski en 1908, y también se ilustra en la página 48 de "La naturaleza del mundo físico" de Eddington (1928).

## Parametrización

Las ramas de la hipérbola unitaria evolucionan como los puntos y dependiendo del ángulo hiperbólico, el parámetro

Una forma directa de parametrizar la hipérbola unitaria comienza con la hipérbola xy = 1 parametrizada con la función exponencial: {\displaystyle (e^{t},\ e^{-t}).}
Esta hipérbola se transforma en la unitaria mediante una aplicación lineal expresada por la matriz {\displaystyle A={\tfrac {1}{2}}{\begin{pmatrix}1&1\\1&-1\end{pmatrix}}\ :}
{\displaystyle (e^{t},\ e^{-t})\ A=({\frac {e^{t}+e^{-t}}{2}},\ {\frac {e^{t}-e^{-t}}{2}})=(\cosh t,\ \sinh t).}
Este parámetro t es un ángulo hiperbólico, que es el argumento de las funciones hiperbólicas.
Se encuentra una expresión temprana de la hipérbola unitaria parametrizada en la obra Elementos de Dinámica (1878) de W. K. Clifford, donde describe el movimiento cuasi-armónico en una hipérbola de la siguiente manera:
El movimiento {\displaystyle \rho =\alpha \cosh(nt+\epsilon )+\beta \sinh(nt+\epsilon )} tiene algunas curiosas analogías con el movimiento armónico elíptico. ... La aceleración {\displaystyle {\ddot {\rho }}=n^{2}\rho \ ;} por lo tanto, siempre es proporcional a la distancia desde el centro, como en el movimiento armónico elíptico, pero dirigida "hacia afuera" del centro.
Como un cónica particular, la hipérbola puede ser parametrizada por el proceso de adición de puntos en una cónica. La siguiente descripción fue dada por matemáticos analíticos rusos:
1. Fijar un punto E en la cónica. Considerar los puntos en los que la línea recta dibujada a través de E paralela a AB interseca la cónica por segunda vez, para que sea la suma de los puntos A y B.
2. Para la hipérbola {\displaystyle x^{2}-y^{2}=1} con el punto fijo E = (1,0) la suma de los puntos {\displaystyle (x_{1},\ y_{1})} y {\displaystyle (x_{2},\ y_{2})} es el punto {\displaystyle (x_{1}x_{2}+y_{1}y_{2},\ y_{1}x_{2}+y_{2}x_{1})}; bajo la parametrización {\displaystyle x=\cosh \ t} e {\displaystyle y=\sinh \ t}, esta adición corresponde a la adición del parámetro t.[7]

## Álgebra de planos complejos
Mientras que el círculo unitario está asociado con los números complejos, la hipérbola unitaria es clave para el plano numérico complejo hiperbólico, que consiste en z = x + yj, donde j2 = +1.
Si se define jz = y + xj, entonces la acción de j en el plano consiste en intercambiar las coordenadas. En particular, esta acción intercambia la hipérbola unitaria con su conjugada e intercambia pares de diámetros conjugados de las hipérbolas.
En términos del parámetro de ángulo hiperbólico a, la hipérbola unitaria consiste en los puntos
{\displaystyle \pm (\cosh a+j\sinh a)}, donde  j  = (0,1).
La rama derecha de la hipérbola unitaria corresponde al coeficiente positivo. De hecho, esta rama es la imagen de la aplicación exponencial que actúa sobre el eje j. Ya que
{\displaystyle \exp(aj)\exp(bj)=\exp((a+b)j)},
la rama es un grupo bajo la multiplicación. A diferencia del grupo circular, este grupo de la hipérbola  unitaria es "no" compacto.
Similar al plano complejo ordinario, un punto que no está en las diagonales tiene un descomposición polar que usa la parametrización de la hipérbola unitaria y la longitud radial alternativa.